# Johannes Albrecht Bernhard Dorn
Johannes Albrecht Bernhard Dorn o Boris Andreevich Dorn (Scheierfeld, 29 aprile 1805 – San Pietroburgo, 19 maggio 1881) è stato un orientalista tedesco naturalizzato russo.

## Biografia
Studiò teologia e filologia presso le università di Halle e di Lipsia, ottenendo la sua abilitazione nel 1825. All'Università di Lipsia Dorn lavorò anche come docente. Successivamente, lavorò come professore di lingue orientali presso l'Università di Charkiv (1829-35), poi nel 1835 si trasferì a San Pietroburgo come professore di storia e geografia. Ha insegnato lingua sanscrita e lingua pashtu presso l'Università di San Pietroburgo.
Nel 1839 è diventato membro dell'Accademia russa delle scienze, dove raggiunse il livello di accademico nel 1852. Fu nominato direttore del Museo asiatico nel 1842 e direttore del Museo Etnografico nel 1855.
Dorn ha scritto un libro Über die Verwandtschaft des persischen, germanischen und griechisch-lateinischen Sprachstammes (1827), in cui sostenne in dettaglio che la lingua persiana era legata a quella germanica, greca e latina. Questa tesi fu poi esaminata dagli indo-europei.

## Letteratura
- Abaschnik, Vladimir Alekseevic, Johann Albrecht Bernhard Dorn (1805–1881) aus Coburg als Professor der Orientalistik in Charkow und Sankt Petersburg, in: Coburger Geschichtsblaetter. Hg. von der Historischen Gesellschaft Coburg e.V. – 2004. – Heft 1–2 (Januar–Juni), S. 26-39.
- History of the Afghans : Tradotto dal persiano di Neamet Ullah da Bernhard Dorn  (1836).
- A chrestomathy of the Pushtū or Afghan language;  Con un glossario congiunto in afgano e inglese, edito da Bernhard Dorn(1847).